# كريستينا جورجيفا
كريستينا جورجيفا (بالبلغارية: Кристалина Георгиева)‏ (مواليد 13 أغسطس 1953 في صوفيا) هي سياسية بلغارية. والمدير العام لصندوق النقد الدولي منذ 1 أكتوبر 2019، وهي أول مديرة من الاقتصادات الناشئة تشغل هذا المنصب، شغلت منصب الرئيس التنفيذي للبنك الدولي من 1 فبراير 2019 لغاية 8 أبريل من نفس العام. كما كانت المفوضة الأوروبية لشؤون الميزانية والموارد البشرية لغاية سنة 2017.

## روابط خارجية
- كريستينا جورجيفا على موقع مونزينجر (الألمانية)